# Troll de patente
Troll de patentes ou açambarcamento de patentes no direito internacional e nos negócios internacionais, é um termo categórico ou pejorativo aplicado a uma pessoa ou empresa que tenta impor direitos de patente contra violações muito além do valor real da patente ou contribuição para o estado da técnica, muitas vezes por meio de táticas legais agressivas (litígio frívolo, litígio vexatório, ações estratégicas contra a participação publica (SLAPP), chilling effect e similares). Os trolls de patentes geralmente não fabricam produtos ou fornecem serviços com base nas patentes em questão. No entanto, algumas entidades que não praticam suas patentes declaradas podem não ser consideradas "trolls de patentes" quando licenciam suas tecnologias patenteadas em termos razoáveis de antecedência.
A trollagem de patentes tem sido um problema menor na Europa por manter um regime de custos de quem perde e paga. Em contraste, os EUA geralmente empregam a regra americana, segundo a qual cada parte é responsável pelo pagamento dos honorários de seus próprios advogados.

## Etimologia e definição
O termo troll de patentes foi usado pelo menos uma vez em 1993, embora com um significado ligeiramente diferente, para descrever países que apresentam processos agressivos de patentes. O vídeo educacional de 1994, The Patents Video, que foi vendido para centenas de corporações, universidades, entidades governamentais e escritórios de advocacia também usou o termo, representando um troll verde guardando uma ponte e exigindo taxas, do qual aludiu ao Rei da Patente Jerry Lamelson, considerado por alguns uma fraude. A origem do termo troll de patentes também foi atribuída a Anne Gundelfinger, ou Peter Detkin, ambos advogados da Intel, durante o final dos anos 1990.
O troll de patentes é atualmente um termo controverso, suscetível a inúmeras definições, nenhuma das quais é considerada satisfatória do ponto de vista da compreensão de como os trolls de patentes devem ser tratados em lei. As definições incluem uma parte que faz um ou mais dos seguintes:
- Compra uma patente, muitas vezes de uma empresa falida, e então processa outra empresa alegando que um de seus produtos infringe a patente adquirida;[13]
- Faz valer patentes contra supostos infratores sem a intenção de fabricar o produto patenteado ou fornecer o serviço patenteado;[14][15]
- Impõe patentes, mas não possui base de fabricação ou pesquisa;[16]
- Concentra seus esforços exclusivamente na aplicação dos direitos de patente;[17] ou
- Afirma reivindicações de violação de patente contra não copiadoras ou contra uma grande indústria composta por não copiadoras.[18]

O termo "pirata de patentes" tem sido usado para descrever ambos atos de trollagem de patentes e os atos de violação de patente. Expressões relacionadas são "entidade não praticante" (NPE) (definida como "um titular de patente que não fabrica ou usa a invenção patenteada, mas ao invés de abandonar o direito de exclusão, uma NPE busca fazer valer seu direito através da negociação de licenças e litígios"), "entidade de afirmação de patente" (PAE), "patente não fabricante", "tubarão de patente", "comerciante de patente", "empresa de declaração de patentes", e "revendedor de patentes".

## Causas
O custo da defesa contra um processo de violação de patente, a partir de 2004, era normalmente de US$ 1 milhão ou mais antes do julgamento, e US$ 2,5 milhões para uma defesa completa, mesmo se bem-sucedida. Como os custos e os riscos são altos, os réus podem até resolver ações sem mérito que considerem frívolas por várias centenas de milhares de dólares. A incerteza e a imprevisibilidade do resultado dos julgamentos do júri nos Estados Unidos também encorajam a resolução.

## Efeitos
Em 2011, as entidades empresariais dos Estados Unidos incorreram em US$ 29 bilhões em custos diretos por causa de trolls de patentes. Ações judiciais movidas por "empresas de declaração de patentes" representaram 61% de todos os casos de patentes em 2012, de acordo com a Faculdade de Direito da Universidade de Santa Clara. De 2009 a meados de 2013, a Apple Inc. foi ré em 171 ações movidas por entidades não praticantes (NPEs), seguidas por Hewlett-Packard (137), Samsung (133), AT&T (127) e Dell (122). Litígios instigados por trolls de patentes, antes confinados principalmente a grandes empresas em setores dependentes de patentes, como os farmacêuticos, passaram a envolver empresas de todos os tamanhos em uma ampla variedade de setores. Em 2005, trolls de patentes processaram 800 pequenas empresas (aquelas com receita anual inferior a US$ 100 milhões), número que cresceu para quase 2.900 dessas empresas em 2011; a receita anual média do réu era de US$ 10,3 milhões. Um estudo da PricewaterhouseCoopers de julho de 2014 concluiu que as entidades não praticantes (NPEs) foram responsáveis por 67% de todos os processos de patentes arquivados - acima dos 28% cinco anos antes - e embora o tamanho médio do prêmio monetário tenha diminuído ao longo do tempo, o número médio de prêmios para O NPE foi três vezes maior do que o das empresas praticantes.
Um estudo de 2014 da Harvard Business School e da Universidade do Texas concluiu que as empresas forçadas a pagar trolls de patentes reduzem os gastos com Pesquisa e Desenvolvimento, em média US$ 211 milhões a menos do que as empresas que venceram uma ação judicial contra um troll. Esse estudo de 2014 também descobriu que os trolls tendem a processar empresas com menos advogados na equipe, incentivando as empresas a investir em representação legal em detrimento do desenvolvimento de tecnologia. O estudo de 2014 relatou que os trolls tendem a processar oportunisticamente empresas com mais dinheiro disponível, mesmo que o dinheiro disponível da empresa não tenha sido ganho na tecnologia que é objeto do processo de patente, e visando as empresas muito antes de um produto começar a gerar lucro, desincentivando assim o investimento em novas tecnologias.